# 太祖滅輝発国
「太祖滅輝発国」(フルキ･ハダの戦/ ホイファ･ホトンの戦)は、マンジュ･グルン (満洲国) のヌルハチが、フルキ･ハダに建つホイファ･ホトンを攻略して城主・バインダリを誅殺し、ホイファ･グルンを討滅した戦役。

## 顛末
ホイファ国主・バインダリは、万暦21 (1593) 年旧暦9月のグレ･イ･アリンでの戦闘に参加するも惨敗を喫し、その後、ヌルハチが報復としてドビ･ホトンを陥落させた為、万暦25 (1595) 年、フルン (海西女真) 四部共同で謝罪し、ヌルハチと盟約を誓った。
それから幾年が経過した頃、ホイファ国内では、国主・バインダリの一族兄弟から陸続とイェヘ東城主・ナリムブルに帰順する者が現れ、更にその噂を聞きつけた属部からも、イェヘに帰順を企てるものが出ていた。
バインダリは属部の造反を聞き及び、阻止する為、部下七人の子を人質として送ることを交換条件に、マンジュ･グルン (満洲国) のヌルハチに対して援軍を要請した。ヌルハチは要請を受け容れて兵1,000を派遣し、イェヘへ向って行進していたホイファ属部の民衆をホイファへ逐い返した。

### 陥穽
経緯を知ったナリムブルは、マンジュに送った人質を連れ戻せば一族兄弟をホイファへ返還する、とバインダリを教唆した。ナリムブルの言葉を信じたバインダリは、ヌルハチに対し「吾滿洲マンジュ、葉赫イェヘ兩つの 國の間に生きん」と一方的に中立を宣言すると、マンジュから人質を連れ戻し、計画通りその直後には中立を破って、自らの子を人質としてナリムブルの許へ送った。
ところが豈に図らんや、バインダリの人質を受け取ったナリムブルは、掌を返してホイファ一族の返還を拒んだ。バインダリはナリムブルに賺されたことを悟ると、ヌルハチの許へ部下を遣って自らの過ちを悔いるとともに、再びヌルハチの加護を賜りたいと願い出で、更に、既にゴロロ氏?チャンシュ (cangšu, 常書)と婚約していたヌルハチの娘を嫁に欲しいと強請った。ヌルハチはこの要望も受け容れ、チャンシュとの婚約を破談にした。

### 過信
しかし、ヌルハチが承諾した途端、バインダリは自ら願い出た婚姻を先延ばしにし始め、話はそれきり進まなくなってしまった。怪訝に思ったヌルハチが使者を遣って問い質すと、バインダリは、人質として送った実子がイェヘに囚われている間は話を進められない、と詭弁を弄し答えた。実際は、バインダリはその裏で自らの居城・ホイファ･ホトン (現吉林省通化市輝南県東部)の強化を進め、城壁を三重に増築していた。やがて、イェヘから人質が帰還し、ヌルハチは再度使者を遣って意嚮を質した。バインダリは居城の増築が完工し、守備が強化されたことでヌルハチの軍事力を見縊り始め、遂にヌルハチの娘との婚約を反故にした。

### 凶兆
万暦35 (1607) 年旧暦9月6日、東の空に箒星が現れ、ホイファ･ガシャンの方向を指して流れ始めた。同月9日、怒りに燃ゆるヌルハチは出兵し、同月14日にホイファ･ホトンを包囲すると、一気に陥落させた。そしてバインダリ及びその子らをその場で殺害し、配下の兵卒も皆殺しにし、属部の民衆は降伏させて連行し、帰還した。
東方の箒星はこの日の宵に消えたが、その後、西の空にも箒星 (＝1607年ハレー彗星) が現れ、一箇月余りに亘って流れ続けた。

## 余談
箒星についての記述は『滿洲老檔』『滿洲實錄』『清太祖高皇帝實錄』『清史稿』などにみえる。箒星は古代社会で凶兆として恐れられ、中国では戦争や災禍など不吉なことが起る前触れとされた。ホイファ国主・バインダリ、イェヘ国主・ナリムブル、マンジュ国主・ヌルハチの三者による駆け引きが続き、結果としてバインダリがヌルハチを裏切ると、ヌルハチの怒りが箒星の形を借り天空に啓示となって現れ、ヌルハチがホイファを滅亡させた時に箒星も消えた、というのがこの記事における箒星と戦役の関係性である。
1607年のハレー彗星観測について、『明史』には旧暦8月1日?-22日?の期間、『朝鮮王朝實錄』には旧暦8月3日-9月14日の期間、『孝亮宿彌記』には旧暦8月5日-20日の期間として記述が遺り、清代の上記史料は一箇月ほど遅く現れている (但し『明史』の編纂は清代、『清史稿』は民国期)。従い、ヌルハチの偉業と天象の啓示を重ねる為に観測日を改竄した可能性もある。

## 脚註
1. ↑   滿洲實錄. 3. 四庫全書. "taidzu hoifai gurun be efulehe (今西訳：太祖輝發の國を滅せり)"
2. ↑  フルキ･ハダ (hūrki hada：扈爾奇･哈達) は、ホイファ･ホトン (hoifa hoton：輝發･城) が建てられた場所の名前。ハダは小高い丘の意、ホトンは城の意。
3. ↑  “拜音達里”. 清史稿. 223. 清史館
4. 1 2   滿洲老檔. 不詳
5. ↑   満和蒙和対訳 満洲実録. 刀水書房
6. 1 2  『清史稿』巻227に「郭絡羅(ゴロロ)氏･常書」という人物がみえる。太祖の治世で死歿したとある。巻215のシュルガチの項にも同じ「常書」という名前がみえ、「烏碣巖の戦」に従軍したとある。『滿洲老檔』の直前の記事にも同様に「烏碣巖の戦」の記事でcangšuという名前が登場することから、恐らくはこの人物を指すかと思われる。同人物はシュルハチに従って戦闘を密かにボイコットした為、危うく死罪になりかけたところを、シュルハチの進言で罰金刑に軽減された。どういう経緯で娘を嫁がせることになったのかは不明。また、誰の娘なのかも不明。
7. ↑  ❶『滿洲老檔』「sini cangxu de buhe jui be hvwakiyafi (汝のチャンシュに與へた子を離して), minde gaji seme gisurehe manggi (我に連れ來いと語ったので)……」。❷『滿洲實錄』「sini cangšui jui de bumbi (汝の常書の子に與ふ) sehe sargan jui be minde gaji (と云ひし女を吾に齎せ)……」。❸『滿洲實錄』「乞將汗女先欲許常書之子者賜我為婚」。❹『清太祖高皇帝實錄』「乞以女賜我為婚｡」❺『清史稿』「敢請婚」。/ → 文献に因って、チャンシュに与えたのか、チャンシュの子に与えたのか、わかれる。
8. ↑  “己亥歲至癸丑歲萬曆二十七年至四十一年／丁未歲／九月六日／6日／段71”. 滿洲實錄. 3. 四庫全書
9. ↑  “ᡥᠣᡳᡶᠠ ᡥᠣᡨᠣᠨ hoifa hoton”. 新满汉大词典. 新疆人民出版社. p. 413. "〈地〉辉发城 (在今吉林省辉南县东此。明代海西女真辉发部所建)。"
10. ↑  ❶『滿洲老檔』「bolori uyun biyai ice ninggun de (秋九月の初六に), usihai siren tucifi (星の線出て), nadan jakūn dobori šun dekdere ergide (七八夜日浮ぶ方に), hoifa gašan i teisu sabufi jai nakaha (輝発村に向って見えてついで消えた), terei amala sūn tuhere ergide (それの後日沈む方に), jai emu usiha de siren tucifi emu biya funceme bihe (また一星に線出て一月餘りあった)……」。❷『滿洲實錄』「uyun biyai ice ninggun de (九月の初六日に) usiha ci siren tucifi (星より線出でて) šun dekdere ergi (日浮き出づる方) hoifai gurun i teisu sumapi (輝發の國の處貫きて),  jakūn dobori sabufi nakaha (八夜現はれて止めり), jai geli šun tuhere ergide (次いで又日沈む方に) usiha ci siren tucifi (星 より線出で) emu biya funceme bihe (一と月餘りありき)……」。❸『滿洲實錄』「九月六日夜有氣從星出向東直冲輝發國七八夜方沒又有氣自西方從星出月餘方沒……」とある。❹『清太祖高皇帝實錄』「丙申｡彗星見於東方｡指輝發國｡八夜方滅｡先是。彗出西方逾月」。❺『清史稿』「三十五年秋九月丙申，長星出東方指輝發。八夕乃滅」」/ → 何故か『清太祖高皇帝實錄』だけが、西方の空に一箇月余りで続けた彗星を時系列で初めに置いている。『清史稿』には東方の空に出た八日間の彗星のことしか触れられていない。
11. ↑  『滿洲老檔』は「hoifa gašan i teisu」、『滿洲實錄』は「hoifai gurun i teisu」、『清史稿』は「輝發」。ガシャンは満洲語の村落、集落の意。
12. ↑  “彗星”. 重編國語辭典修訂本 (臺灣學術網路第六版 ed.). 中華民國敎育部. "……古時視彗星出現為災禍、戰爭的不祥之兆。……"
13. ↑  張, 廷玉 (1739). “天文三”. 明史. 27. 不詳. "三十五年八月辛酉朔，彗星見東井，指西南，漸往西北。壬午，自房歷心滅。"
14. ↑  “四十年 (1607) 八月／3日(P.2-1)”. 朝鮮王朝實錄 (宣祖實錄). 215. 不詳. "○夜五更，雲破處有星，見於上台之南，其色蒼白，似有偏指之尾。"
15. ↑  “四十年 (1607) 九月／14日(P.7-2)”. 朝鮮王朝實錄 (宣祖實錄). 216. 不詳. "○夜一更密雲，彗星不得看候。"
16. ↑  壬生孝亮 (天正三年 (1575) - 承応元年 (1652) ) が文禄四年 (1595年) から寛永十一年 (1634年) までの約40年間にわたって書き誌した日記である。(引用：長谷川(1990))
17. ↑  長谷川, 一郎 (1990). “孝亮宿弥記の「客星」について”. 研究集録 (大手前女子学園) (10):  116.

## 参照

### 史籍
- 編者不詳『朝鮮王朝實錄』1603年再刊行 (漢文・韓文)
- 張廷玉『明史』四庫全書, 1739 (漢文)
- 編者不詳『滿洲老檔』四庫全書, 1775 (満文)
- 編者不詳『滿洲實錄』四庫全書, 1781 (漢文) ＊中央研究院歴史語言研究所版
- 編者不詳『大清歷朝實錄』「太祖高皇帝實錄」巻3, 1937刊行 (漢) ＊中央研究院歴史語言研究所版
- 趙爾巽, 他100余名『清史稿』清史館, 1928 (漢文) ＊中華書局版

### 研究書
- 今西春秋『満和蒙和対訳 満洲実録』刀水書房, 1992 (和訳) ＊和訳自体は1938年に完成。
- 安双成『满汉大辞典』遼寧民族出版社, 1993 (中国語)
- 胡增益 (主編)『新满汉大词典』新疆人民出版社, 1994 (中国語)
- 『五体清文鑑訳解』京都大学文学部内陸アジア研究所 (和訳)

### 論文
- 『研究集録』大手前女子学園, 1990, 号10, 長谷川一郎「孝亮宿弥記の「客星」について」

### Webサイト
- 栗林均「モンゴル諸語と満洲文語の資料検索システム」東北大学
- 「明實錄、朝鮮王朝実録、清實錄資料庫」中央研究院歴史語言研究所 (台湾)